# بابلرود
بابل‌رود یا رود بابل یا باوُل رود، یکی از بزرگ‌ترین رودخانه های شمال ایران است که در استان مازندران قرار دارد. این رود از ترکیب سه رودخانه آذررود، کارسنگ رود و اسکلیم رود در سد البرز تشکیل شده و پس از گذر از شهرستان‌های سوادکوه شمالی، بابل و بابلسر به دریای مازندران می‌ریزد.
بابلرود با احتساب سرشاخه های اصلي آن یعنی رودخانه های سجرو یا بابلک حدود ۱۰۹ کیلومتر طول دارد و پس از عبور از جنگل‌های سوادکوه شمالی و شالیزارهای بابل، در بابلسر به دریای مازندران می‌ریزد.
مصب این رود محل خوبی برای تفریحات آبی است. عمق این رود در قسمت‌های مرکزی معمولی و در هنگام ریختن به دریا بسیار زیاد است.

## تاریخچه
نام کهن بابلرود چرینداس می‌باشد. چرینداس (Charindas) رود کوچکی در مرز غربی هیرکانی بود که به دریای مازندران می‌ریخت. بطلمیوس و امیانوس مارسلینوس آن را رودخانه‌ای از ماد شمالی یا آتروپاتن می‌دانند.
سرزمین های شرقی این رود بخشی از هیرکانی و سرزمین‌های غربی این رود بخشی از ماد محسوب میشدند. این رودخانه  مرز بین هیرکانی و ماد (آتروپاتن) محسوب می‌شد و با رودخانه بابلرود در شهر بابل مطابقت دارد. مانداگارسیس بندر کوچکی در سواحل دریای مازندران بود، بین رودهای چرینداس Charindas (بابلرود) و استارتو Strato (رود چالوس) قرار داشت. آلبرت فوربیگر حدس زده است که ممکن است این بندر همان بندر مشهدسر یعنی بابلسر کنونی باشد. بطلمیوس(۹۰–۱۶۸ میلادی) در کتاب ۶، فصل ۲، بخش ۶ از جغرافیای خود که دربارهٔ سرزمین ماد هست، از منطقه ای به نام الیمایس (elymais) یاد کرده‌است که در شمال قومس قرار داشت و از آنجا تا سرچشمه رود چرینداس (charindas river) تپورها ساکن بودند. بطلمیوس می‌نویسد سرزمین قومس (choromithrena) تا پارت ادامه می‌یابد و در شمال آن الیمایس (elymais) هست، از آنجا تا سرچمشه‌های رودخانه چرینداس (charindas) مناطقی هستند که تپوری‌ها (tapuri) ساکن هستند. استرابون تپورها را به دو گروه تقسیم نموده است گروهی را سکنه هیرکانیا معرفی می‌کند و گروهی دیگر را به عنوان کوه نشین های ماد معرفی می‌کند که گروه اول در نواحی شرقی رود چرینداس یعنی سرزمین هیرکانی (مازندران شرقی) و گروه دوم در نواحی غربی رود چرینداس یعنی سرزمین ماد (مازندران غربی) سکونت داشتند.
احمد کسروی در کتاب کاروند از قول استرابون می‌نویسد: استرابون مورخ یونانی در کتاب جغرافیای خود که دو هزار سال پیش نوشته است، اقوام کوه نشین سرزمین ماد را بدینسان نام می‌برد: کردتیان، آماردان، تپوران، کادوسیان.

## گردشگری
هم اکنون در شهرهای بابل و بابلسر در حاشیه این رود، جاده ساحلی، پارک ساحلی با امکانات تفریحی و ورزشی نظیر کافی شاپ، محوطه بازی کودکان، زمین فوتبال، محوطه چمن، امکانات قایق رانی ، سرویس‌های بهداشتی و ... فراهم شده‌است.

## سدها

### سد البرز
به علت بالا بودن دِبی آب این رود، بر روی آن سدهایی احداث شده که از مهم‌ترین آن‌ها می‌توان به سد البرز (سد لفور) و در دهستان لفور واقع در شهرستان سوادکوه شمالی اشاره کرد که یکی از سدهای خاکی بزرگ کشور است. این سد ۸۱۱ متر طول، ۷۲ متر ارتفاع و با حجم ذخیره ۱۵۰ میلیون مترمکعب ، بر روی سه رود کارسنگ رود، اسکلیم رود و آذررود که بابلرود را ایجاد می کنند در سال ۱۳۸۹ به بهره‌برداری رسید. این سد خاکی در میان جنگلهای بکر شهرستان سوادکوه شمالی واقع شده‌است که باعث رونق گردشگری منطقه گردیده است و نیز به لحاظ تاریخی دارای اهمیت زیادی است. از جمله ماهیان معروف سد لفور می‌توان به زردپر، سرخ باله و سفید رودخانه‌ای اشاره نمود.سد لفور

### سد خاکی شیاده

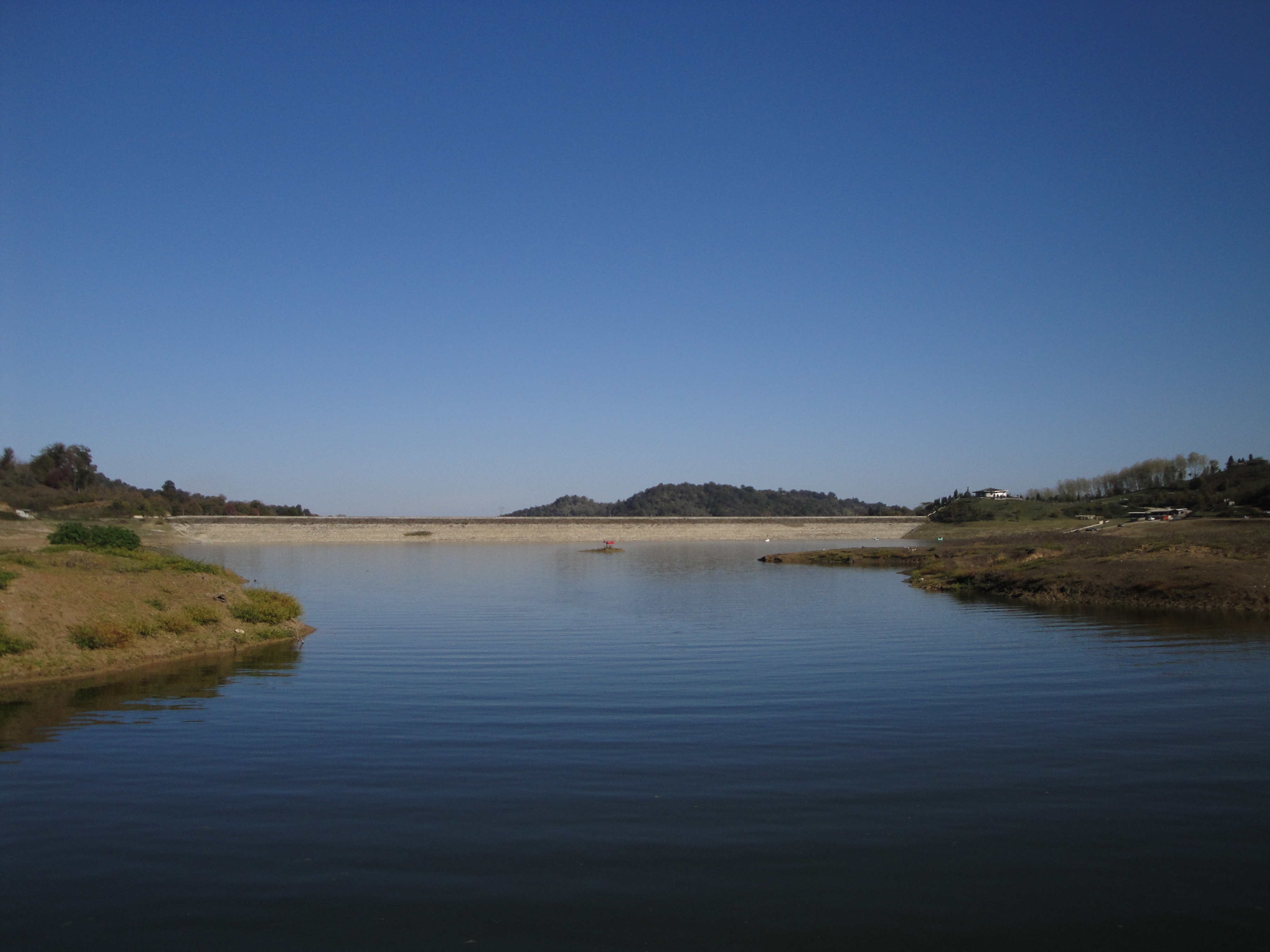
سد خاکی شیاده

- موقعیت: ۳۵ کیلومتری جنوب شهرستان بابل
- نام رودخانه: بزرود و چلیم (سرشاخهٔ بابلرود)
- نوع سد: خاکی با هستهٔ رسی
- طول تاج : ۴۵۰ متر
- ارتفاع: ۳۳ متر
- سطح زیر کشت: ۲۰۰۰ هکتار
- سال بهره‌برداری: ۱۳۷۸

### سد خاکی سنبل رود
- سد خاکی سنبل رود
- موقعیت: ۱۰ کیلومتری غرب شیرگاه
- نام رودخانه: سنبل رود (سرشاخهٔ بابلرود)
- نوع سد: خاکی با هستهٔ رسی
- طول تاج: ۸۸۹ متر
- ارتفاع: ۲۲/۵
- سطح زیر کشت: ۱۱۰۰ هکتار
- سال بهره‌برداری: ۱۳۷۷

### سد لاستیکی تنظیمی میاندشت
- موقعیت: در داخل شهر بابلسر
- نام رودخانه : بابلرود
- نوع سد: لاستیکی
- طول تاج: ۶۰ متر
- ارتفاع: ۲/۸ متر
- سطح زیر کشت: ۱۱۰۰ هکتار